# Deronectes aubei
Deronectes aubei là một loài bọ cánh cứng trong họ Bọ nước. Loài này được Mulsant miêu tả khoa học năm 1843.